# Atsushi Satō

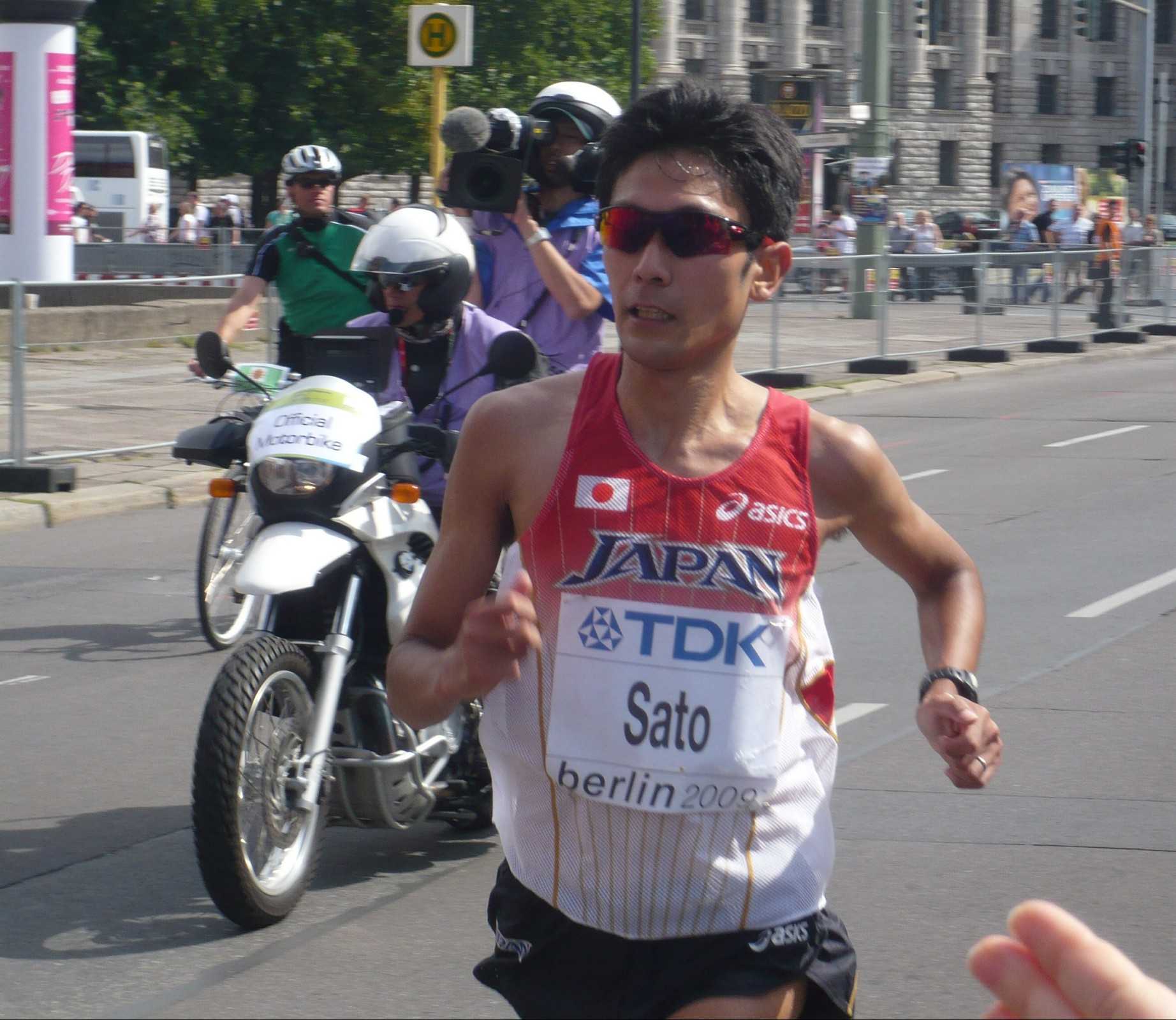
Atsushi Satō bei den Leichtathletik-Weltmeisterschaften 2009 in Berlin am Kilometer 40

Atsushi Satō (jap. 佐藤 敦之 Satō Atsushi; * 8. Mai 1978 in Aizu-Wakamatsu) ist ein japanischer Langstreckenläufer. 
2002 wurde er bei den Halbmarathon-Weltmeisterschaften Achter, und beim Marathon der Leichtathletik-Weltmeisterschaften 2003 in Paris/Saint-Denis belegte er den zehnten Platz. In Chiba war er Teil einer Marathonstaffel, die am 23. November 2005 mit einer Zeit von 1:58:58 h den bis heute gültigen Asienrekord aufstellte.
Bei den Straßenlauf-Weltmeisterschaften 2007 in Udine über die Halbmarathondistanz wurde er Neunter in 1:00:25 h. Sowohl seine Endzeit wie auch seine 15-km-Zwischenzeit von 42:36 min stellten Asienrekorde dar. Als Dritter des Fukuoka-Marathons desselben Jahres stellte er mit 2:07:13 h eine persönliche Bestzeit auf und wurde von seinem Verband für die Olympischen Spiele 2008 in Peking nominiert. Dort erreichte er als letzter von 76 Läufern das Ziel.
Beim Marathonlauf der Leichtathletik-Weltmeisterschaften 2009 in Berlin wurde er mit 2:12:05 h Sechster und damit bester Nicht-Afrikaner.
Atsushi Satō ist 1,69 m groß und wiegt 54 kg. 2007 heiratete er die Mittelstreckenläuferin und dreifache Asienmeisterin Miho Sugimori (杉森 美保; * 1978).